# Banapur
Banapur là một thị xã và là nơi đặt ủy ban khu vực quy hoạch (notified area committee) của quận Khordha thuộc bang Orissa, Ấn Độ.

## Địa lý
Banapur có vị trí 19°47′B 85°11′Đ / 19,78°B 85,18°Đ Nó có độ cao trung bình là 1 mét (3 foot).

## Nhân khẩu
Theo điều tra dân số năm 2001 của Ấn Độ, Banapur có dân số 16.437 người. Phái nam chiếm 51% tổng số dân và phái nữ chiếm 49%. Banapur có tỷ lệ 69% biết đọc biết viết, cao hơn tỷ lệ trung bình toàn quốc là 59,5%: tỷ lệ cho phái nam là 77%, và tỷ lệ cho phái nữ là 61%. Tại Banapur, 13% dân số nhỏ hơn 6 tuổi.